# Jazīreh-ye Esmā‘īl Sā'ī
Jazīreh-ye Esmā‘īl Sā'ī (persiska: اسماعيل سای, Esmā‘īl Sāy, جزیره اسماعیل سائی) är en ö i Iran.   Den ligger i provinsen Mazandaran, i den norra delen av landet, 230 km nordost om huvudstaden Teheran.